# TBS木曜9時枠の連続ドラマ
TBS木曜9時枠の連続ドラマ（ティービーエスもくようくじわくのれんぞくドラマ）は、1971年10月から2011年9月まで計3期にわたってTBS系列で、毎週木曜日の21:00 - 21:54（JST）に放送されたテレビドラマ枠である。この枠は2009年3月26日の渡る世間は鬼ばかり（第9シリーズ）をもっていったん水曜21時へ枠移動となったが、2010年10月より再開して2011年9月まで放送（ドラマ枠自体は2015年9月まで放送）。この時間帯にTBS→TBSテレビが制作した35の番組が放送されている（シリーズは一つと考える）。

## 概要
1971年10月の改編で、それまで分かれていた2つのドラマ枠が統合する形で新設。元々この枠は、朝日放送 (ABC) 制作の連続ドラマが放送されていた（代表作は『日本の嫁』シリーズ、『おしどり右京捕物車』ほか）。1975年4月の東京・大阪間のネットチェンジ（いわゆる『腸捻転』解消）で大阪のネット局は毎日放送 (MBS) に変更され、それに先駆ける同年2月の放送から、TBS系列の木曜9時枠はTBS制作によるドラマ枠に変更された。
1976年10月改編にスタートした『トップスターショー・歌ある限り』からこの時間枠は音楽番組枠に変更された。1978年1月から『トップスターショー』の後継番組として『ザ・ベストテン』がスタート、1980年代のTBSを代表する人気番組となった。1989年9月末に『ザ・ベストテン』が終了し、同年10月改編で連続ドラマ枠に移行した。第1作は武田鉄矢主演の『愛し方がわからない』だった。
同枠を代表する主な作品に『3年B組金八先生』『HOTEL』シリーズ『橋田壽賀子ドラマ 渡る世間は鬼ばかり』シリーズなどがある。
2009年4月の改編で木曜21時台がバラエティ番組枠に充てられたため、ドラマ枠は水曜21時台に移動する形で一旦廃枠となったが、1年半後の2010年10月より再度ドラマ枠に復帰。
本枠の特徴としてシリーズ作品と2クール以上の放送期間の作品が多いことがあげられる。全体的にファミリー向けの作品が主流となっているが、日曜劇場で放送されていた『サラリーマン金太郎』（第4シリーズ）や、『夏の嵐!』『白夜行』といったサスペンス物も放送されていた時期もあった。
2011年の『渡る世間は鬼ばかり 最終シリーズ』をもって、本ドラマ枠は路線を一新し、これまでのホームドラマ形式から、若者向けの作品を中心に構成した『木曜ドラマ9』として放送される。

## 作品リスト
制作プロダクション名のない作品は以下の各局の局制作。
- 〈ABC〉 - 朝日放送
- 〈TBS〉 - 東京放送（1972年2月 - 2000年3月。以降も2009年3月までは放送事業者）
- 〈TBS-E〉 - TBSエンタテインメント（2000年4月 - 2004年9月。東京放送の番組制作子会社）
- 〈TBS TV〉 - TBSテレビ（2004年10月 - 2009年3月は同上。2009年4月以降は放送事業者化に伴い「TBS」を略称とするが、本項では同月以降についても旧TBSとの区別のため「TV」を付与する）

### 1970年代
1971年
- 「女人平家」（10月～1972年2月）原作：吉屋信子 出演：吉永小百合、浜畑賢吉、有馬稲子ほか 制作：松竹、京都映画〈ABC〉

1972年
- 「知らない同志」（2月～6月）出演：田宮二郎、栗原小巻、杉浦直樹、山本陽子ほか〈TBS〉
- 「入ってまあす!」（7月～9月）出演：関口宏、川口晶、川崎敬三、藤間紫ほか〈ABC〉
- 「日本の嫁シリーズ」（10月～1973年9月）〈ABC〉
  - 「嫁ふたり」（10月～12月）出演：京マチ子、和泉雅子、友竹正則、浜田光夫ほか
  - 「嫁の縁談」（1973年1月～1973年3月）出演：小山明子、安田道代、吉沢京子ほか
  - 「嫁チャンポン」（1973年4月～1973年6月）出演：山本陽子、河原崎長一郎、浜木綿子ほか
  - 「嫁サこらんしょ」（1973年7月～1973年9月）出演：宇津井健、有馬稲子、長岡輝子ほか

1973年
- 「新十郎捕物帖・快刀乱麻」（10月～1974年3月）原作：坂口安吾 出演：池部良、若林豪、植木等ほか〈ABC〉

1974年
- 「おしどり右京捕物車」（4月～9月）出演：中村敦夫、ジュディ・オング、前田吟ほか 制作：松竹、京都映画〈ABC〉
- 「斬り抜ける」（10月～1975年2月）出演：近藤正臣、和泉雅子、火野正平ほか 制作：松竹、京都映画〈ABC〉

1975年〈TBS〉
- 「火をみた女」（2月～3月） 原作：有馬頼義 出演:岩下志麻、三國連太郎ほか（同作まで大阪でのネット局はABC）
- 「白い華燭（かしょく）」（4月～8月） 原作：嵯峨島昭 出演:栗原小巻、藤岡弘、高橋洋子ほか（同作以降、大阪でのネット局はMBS）
- 「家庭の秘密」（8月～12月） 原作：花村えい子 出演:秋吉久美子、池上季実子、中山仁ほか
- 「君の歌が聞きたい」（12月～1976年3月） 原作：笹沢左保 出演:島田陽子、小川知子、古谷一行ほか

1976年〈TBS〉
- 「高原へいらっしゃい」（3月～7月） 出演:田宮二郎、三田佳子、前田吟ほか
- 「グッドバイ・ママ」（7月～9月） 出演:平幹二朗、坂口良子、篠田三郎ほか

### 1980年代
1989年〈TBS〉
- 「愛し方がわからない」（10月～12月） 出演:武田鉄矢、桐島かれんほか

### 1990年代
1990年〈TBS〉
- 「HOTEL」 第1シリーズ（1月～3月） 原作：石ノ森章太郎 出演:髙嶋政伸、松方弘樹、紺野美沙子、小林稔侍、丹波哲郎ほか 制作:東映、近藤照男プロダクション
- 「ホットドッグ」（4月～6月） 出演:柳葉敏郎、仙道敦子、大沢樹生、鈴木京香、柄本明ほか
- 「芸能社会」（7月～9月） 原作：平岩弓枝 出演:時任三郎、南野陽子、沢田亜矢子、原田大二郎、加賀まりこほか 制作:キネマ東京
- 「橋田壽賀子ドラマ 渡る世間は鬼ばかり」 第1シリーズ（10月～91年9月） 出演: 泉ピン子、藤岡琢也、赤木春恵、草笛光子、杉村春子[注 6]、森光子[注 7]ほか

1991年〈TBS〉
- 「次男次女ひとりっ子物語」（10月～12月） 出演:田原俊彦、柳葉敏郎、香坂みゆき、菊池桃子ほか 制作:テレパック

1992年〈TBS〉
- 「HOTEL」 第2シリーズ（1月～3月） 原作：石ノ森章太郎 制作:東映、近藤照男プロダクション
- 「社長になった若大将」（4月～7月） 出演:加山雄三ほか 制作:オフィス・ヘンミ
- 「夏の嵐!」（8月～9月） 出演:加山雄三、近藤真彦、風吹ジュン、名古屋章ほか 制作:オフィス・ヘンミ
- 「木曜日の食卓」（10月～12月） 出演:古谷一行、西島秀俊、富田靖子、別所哲也、夏川結衣、美木良介、泉谷しげる、高橋ひとみ、篠ひろ子ほか 制作:木下プロダクション（現・ドリマックス・テレビジョン）

1993年〈TBS〉
- 「家栽の人」（1月～3月） 原作：毛利甚八・魚戸おさむ 出演:片岡鶴太郎、仙道敦子、風間トオル、柄本明ほか
- 「渡る世間は鬼ばかり」 第2シリーズ（4月～94年3月）泉ピン子ほか

1994年〈TBS〉
- 「HOTEL」 第3シリーズ（4月～9月） 原作：石ノ森章太郎　制作:東映、近藤照男プロダクション
- 「女の言い分」（10月～12月） 出演:八千草薫、長山藍子、角野卓造、山岡久乃、石坂浩二ほか

1995年〈TBS〉
- 「おかみ三代女の戦い」（1月～3月） 出演:高橋由美子、萬田久子、高橋惠子、峰竜太、山岡久乃ほか 制作:テレパック
- 「HOTEL」 第4シリーズ（4月～9月） 原作：石ノ森章太郎 制作:東映、近藤照男プロダクション
- 「3年B組金八先生」 第4シリーズ（10月～96年3月） 出演:武田鉄矢、星野真里、森田順平、茅島成美、高畑淳子、李麗仙ほか

1996年〈TBS〉
- 「渡る世間は鬼ばかり」 第3シリーズ（4月～97年3月）泉ピン子ほか[1]

1997年〈TBS〉
- 「新幹線'97恋物語」（4月～6月） 出演:高嶋政伸、渡辺えり子、南野陽子、赤坂晃、柳沢慎吾ほか 制作：近藤照男プロダクション
- 「金のたまご」（7月～9月） 出演:浅野ゆう子、山岡久乃（特別出演）[2]、永作博美、国分太一、梅宮辰夫ほか 制作:ドリマックス・テレビジョン
- 「番茶も出花」（10月～98年3月） 出演:泉ピン子、一路真輝、山口達也、小林桂樹ほか

1998年〈TBS〉
- 「HOTEL」 第5シリーズ（4月～6月） 原作：石ノ森章太郎 制作:東映、近藤照男プロダクション
- 「ひとりぼっちの君に」（7月～9月） 出演:浜田雅功、永作博美、濱田岳、純名りさ、加賀まりこほか
- 「渡る世間は鬼ばかり」 第4シリーズ（10月～99年9月）赤木春恵ほか[3]

1999年〈TBS〉
- 「3年B組金八先生」 第5シリーズ（10月～00年3月）

### 2000年代
2000年〈TBS-E〉
- 「君が教えてくれたこと」（4月～6月） 出演:ともさかりえ、上川隆也、藤原竜也、真行寺君枝、加藤茶ほか
- 「20歳の結婚」（7月～9月） 出演:優香、米倉涼子、押尾学、宮崎美子、中尾彬ほか 制作:AVEC
- 「渡る世間は鬼ばかり」 第5シリーズ（10月～2001年9月）

2001年〈TBS-E〉
- 「3年B組金八先生」 第6シリーズ（10月～2002年3月）

2002年〈TBS-E〉
- 「渡る世間は鬼ばかり」 第6シリーズ（4月～2003年3月）

2003年〈TBS-E〉
- 「ホットマン」（4月～6月） 原作：きたがわ翔 出演：反町隆史、矢田亜希子、小西真奈美ほか 制作:AVEC
- 「愛するために愛されたい」（7月～9月）出演：坂口憲二、黒木瞳、菊川怜、柳葉敏郎ほか 制作:共同テレビ
- 「Et Alors－エ・アロール－」（10月～12月） 原作：渡辺淳一 出演：豊川悦司、木村佳乃、緒形拳ほか 制作:ドリマックス・テレビジョン

2004年
- 「サラリーマン金太郎4」（1月～3月） 原作：本宮ひろ志 出演:高橋克典、羽田美智子、長嶋一茂、保阪尚希、内藤剛志、野際陽子、高橋英樹ほか 制作:ドリマックス・テレビジョン〈TBS-E〉
- 「渡る世間は鬼ばかり」 第7シリーズ（4月～2005年3月）〈TBS-E（2004年4月 - 9月）〉〈TBS TV（2004年10月 - 2005年3月）〉

2005年〈TBS TV〉
- 「夢で逢いましょう」（4月～6月） 出演：矢田亜希子、長塚京三、押尾学、永井大、野際陽子ほか 制作:ドリマックス・テレビジョン
- 「幸せになりたい!」（7月～9月） 出演：深田恭子、松下由樹、伊原剛志、谷原章介、津川雅彦ほか 制作:ドリマックス・テレビジョン
- 「ブラザー☆ビート」（10月～12月） 出演：田中美佐子、玉山鉄二、国仲涼子、速水もこみち、中尾明慶、生瀬勝久ほか

2006年〈TBS TV〉
- 「白夜行」（1月～3月） 原作：東野圭吾 出演：山田孝之、綾瀬はるか、渡部篤郎、小出恵介、余貴美子、武田鉄矢ほか
- 「渡る世間は鬼ばかり」 第8シリーズ（4月～2007年3月）[注 8]

2007年〈TBS TV〉
- 「夫婦道」（4月～6月）出演：武田鉄矢、高畑淳子、山崎静代（南海キャンディーズ）、たくませいこ、本仮屋ユイカ、橋爪功 ほか
- 「地獄の沙汰もヨメ次第」（7月～9月）出演：江角マキコ、野際陽子、沢村一樹、伊東四朗 ほか
- 「3年B組金八先生」 第8シリーズ（10月～2008年3月）

2008年〈TBS TV〉
- 「渡る世間は鬼ばかり」 第9シリーズ（4月3日～2009年3月26日）

### 2010年代
2010年〈TBS TV〉
- 「渡る世間は鬼ばかり」 最終シリーズ（2010年10月14日～2011年9月29日）

## 参考項目・以前の木曜9時枠30分連続ドラマ
参考までに、1時間体制になる前の21:00 - 21:30枠で放送された30分ドラマを紹介する。

### 1960年代
- 「おかあさん」第2シリーズ（1961年10月5日～1967年6月29日）※15分繰上げ。

（ドラマ中断。この間は「植木等ショー」などのバラエティ番組を放送）
- 「守ルモ攻メルモ」（1969年1月16日～4月10日）
- 「妻ヲメトラバ」（1969年4月17日～7月10日）※ここから朝日放送制作。
- 「バリバリ娘奮闘記」（1969年7月17日～9月25日）※ここまで朝日放送制作。

（ドラマ中断。この間は「みんなでヨイショ」などのバラエティ番組を放送）

### 1970年代
- 「植木等のそれ行けドンドン」（1970年10月1日～1971年1月7日）

（ドラマ中断。この間はバラエティ番組「スターはまかせろ!」を放送）
- 「おかしな四ツ児」（1971年4月8日～9月30日）

## 歴代ネット局
系列は放送当時の系列。
| 放送対象地域           | 放送局                   | 系列                          | 備考                                                                                     |
| ---------------------- | ------------------------ | ----------------------------- | ---------------------------------------------------------------------------------------- |
| 関東広域圏             | TBSテレビ (TBS)          | TBS系列                       | 『知らない同志』および『火をみた女』以降の制作局                                         |
| 近畿広域圏             | 朝日放送 (ABC)           | TBS系列                       | 『斬り抜ける』までの制作局 1975年3月まで                                                 |
| 近畿広域圏             | 毎日放送 (MBS)           | TBS系列                       | 1975年4月から、腸捻転解消に伴う移行                                                      |
| 北海道                 | 北海道放送 (HBC)         | TBS系列                       |                                                                                          |
| 青森県                 | 青森テレビ (ATV)         | TBS系列                       |                                                                                          |
| 岩手県                 | IBC岩手放送 (IBC)        | TBS系列                       |                                                                                          |
| 宮城県                 | 東北放送 (TBC)           | TBS系列                       |                                                                                          |
| 秋田県                 | 秋田放送（ABS）          | 日本テレビ系列                |                                                                                          |
| 秋田県                 | 秋田テレビ（AKT）        | フジテレビ系列                | 『3年B組金八先生』シリーズのみ                                                           |
| 山形県                 | テレビユー山形 (TUY)     | TBS系列                       | 第2期・第3期のみ                                                                         |
| 福島県                 | 福島テレビ（FTV）        | TBS系列 フジテレビ系列        | 第1期のみ                                                                                |
| 福島県                 | テレビユー福島 (TUF)     | TBS系列                       | 第2期・第3期のみ                                                                         |
| 山梨県                 | テレビ山梨 (UTY)         | TBS系列                       |                                                                                          |
| 新潟県                 | 新潟放送 (BSN)           | TBS系列                       |                                                                                          |
| 長野県                 | 信越放送 (SBC)           | TBS系列                       |                                                                                          |
| 静岡県                 | 静岡放送 (SBS)           | TBS系列                       |                                                                                          |
| 富山県                 | 北日本放送（KNB）        | 日本テレビ系列                | 第1期の一部作品のみ                                                                      |
| 富山県                 | 富山テレビ（BBT）        | フジテレビ系列                | 第1期の一部作品のみ                                                                      |
| 富山県                 | チューリップテレビ (TUT) | TBS系列                       | 1990年10月開局から                                                                       |
| 石川県                 | 北陸放送 (MRO)           | TBS系列                       |                                                                                          |
| 福井県                 | 福井放送（FBC）          | 日本テレビ系列 テレビ朝日系列 | 『渡る世間は鬼ばかり』シリーズなどを放送                                                 |
| 福井県                 | 福井テレビ（FTB）        | フジテレビ系列                | 『3年В組金八先生』シリーズのみ                                                           |
| 中京広域圏             | 中部日本放送 (CBC)       | TBS系列                       | 現：CBCテレビ                                                                            |
| 島根県 →島根県・鳥取県 | 山陰放送 (BSS)           | TBS系列                       | 1972年9月までの放送エリアは島根県のみ 1972年10月から電波相互乗り入れに伴い鳥取県でも放送 |
| 岡山県 →岡山県・香川県 | 山陽放送 (RSK)           | TBS系列                       | 現：RSK山陽放送 第1期の放送エリアは岡山県のみ 第2期・第3期は香川県でも放送               |
| 広島県                 | 中国放送 (RCC)           | TBS系列                       |                                                                                          |
| 山口県                 | テレビ山口 (tys)         | TBS系列                       | 第2期・第3期のみ                                                                         |
| 愛媛県                 | あいテレビ (itv)         | TBS系列                       | 1992年10月開局から                                                                       |
| 高知県                 | テレビ高知 (KUTV)        | TBS系列                       |                                                                                          |
| 福岡県                 | RKB毎日放送 (RKB)        | TBS系列                       |                                                                                          |
| 長崎県                 | 長崎放送 (NBC)           | TBS系列                       |                                                                                          |
| 熊本県                 | 熊本放送 (RKK)           | TBS系列                       |                                                                                          |
| 大分県                 | 大分放送 (OBS)           | TBS系列                       |                                                                                          |
| 宮崎県                 | 宮崎放送 (MRT)           | TBS系列                       |                                                                                          |
| 鹿児島県               | 南日本放送 (MBC)         | TBS系列                       |                                                                                          |
| 沖縄県                 | 琉球放送 (RBC)           | TBS系列                       |                                                                                          |

## その他
また、ハワイの地上波放送局KIKU-TVで、この枠のドラマの大半（少なくとも1997年本放送の金のたまご以降の全て）が英語字幕付放送されている。ただし、ブラザー☆ビート、エ・アロール、夫婦道については、主にアメリカ（ハワイ・アラスカを含む）・カナダ地域を放送対象とするNHKの国際放送テレビジャパンが放送した。2008年2月17日から、「地獄の沙汰もヨメ次第」が放送開始され、それまで日本での本放送から1年-1年半以上遅れて放送されたものが最短7ヶ月強まで短縮された（テレビジャパンが放送した「夫婦道」も約9ヶ月遅れで放送、「ブラザー☆ビート」は3年3ヶ月遅れで2009年1月から放送開始）。但し、3年B組金八先生 第8シリーズ以降については未放送かつ放送時期未定（日本国外で放送された日本のテレビドラマ参照）。
朝日放送制作分については、1975年3月31日のNETテレビ（現：テレビ朝日）系列のネットチェンジ以降、広島ホームテレビ（UHT→HOME・広島県）・九州朝日放送（KBC・福岡県）など同系列の放送局で再放送された事例がある。